# Автошлях Т 1719
Автошля́х Т 1719 виключений з переліку територіальних та переведений в обласні. Тепер має індекс О1716379:(https://www.openstreetmap.org/relation/11157836 ) [Архівовано 16 жовтня 2021 у Wayback Machine.] — автомобільний шлях територіального значення у Полтавській області. Проходить територією Миргородського та Великобагачанського районів через Миргород — Велику Багачку — Байрак — Поділ. Загальна довжина — 35,6 км.

## Маршрут
Автошлях проходить через такі населені пункти:
| Автошлях Т 1719          |              |
| Полтавська область       |              |
| Миргородський район      |              |
| Миргород                 | Р42Т 1715    |
| Гаркушинці               |              |
| Великобагачанський район |              |
| Суржки                   |              |
| Буряківщина              |              |
| Велика Багачка           | Т 1727       |
| Затон                    |              |
| Байрак                   |              |
| Огирівка                 |              |
| Поділ                    | E40М03Т 1720 |